# Marcelino Oreja
Marcelino Oreja Aguirre, premier marquis d'Oreja, né le 13 février 1935 à Madrid, est un homme politique espagnol membre du Parti populaire (PP).

## Biographie

### Haut fonctionnaire sous le franquisme
Titulaire d'un doctorat de droit obtenu à l'université centrale de Madrid, il passe les concours du corps diplomatique et devient conseiller d'ambassade.
Le 12 janvier 1974, il est nommé sous-secrétaire de l'Information et du Tourisme par le ministre de l'Information et du Tourisme Pío Cabanillas Gallas. Il est relevé de ses fonctions moins d'un an plus tard, le 11 novembre 1974, par le nouveau ministre León Herrera Esteban.
Il retrouve la haute administration le 23 novembre 1975, lorsque le nouveau ministre des Affaires étrangères José María de Areilza le désigne sous-secrétaire des Affaires étrangères. À peine un mois plus tard, il est promu au rang de ministre plénipotentiaire de première classe.

### Ministre des Affaires étrangères
Le 8 juillet 1976, Marcelino Oreja, proche des idées de la démocratie chrétienne, est choisi à 41 ans par le roi Juan Carlos Ier et le président du gouvernement Adolfo Suárez, nouvellement nommé, pour occuper le poste de ministre des Affaires étrangères dans son premier gouvernement.
Il est nommé sénateur par le monarque le 15 juin 1977 et rejoint le groupe sénatorial de l'Union du centre démocratique (UCD). Il est reconduit le 5 juillet suivant dans ses fonctions ministérielles.
Pour les élections législatives du 1er mars 1979, il est élu au Congrès des députés dans la circonscription de Guipuscoa.  Il conserve son portefeuille à la formation du nouveau gouvernement, le 6 avril suivant.
Lors du grand remaniement ministériel du 9 septembre 1980, Marcelino Oreja est relevé de ses fonctions et sort du gouvernement, après quatre ans et deux mois au ministère des Affaires étrangères, cédant son poste au ministre de l'Administration territoriale José Pedro Pérez-Llorca. Cette éviction est perçue comme une surprise, dans la mesure où doit s'ouvrir le lendemain à Madrid une réunion de la Conférence sur la sécurité et la coopération en Europe (CSCE) et qu'il était attendu le jour même à Quito pour assister à une réunion du Pacte andin.
Il est promu par décret au grade d'ambassadeur dix jours plus tard.

### Délégué du gouvernement
Environ un mois plus tard, le 11 octobre, il est choisi par le conseil des ministres comme gouverneur général au Pays basque. Il est le tout premier titulaire de cette fonction de représentation de l'État auprès des communautés autonomes. Il démissionne alors de son mandat parlementaire, qui est repris par son neveu Jaime Mayor Oreja, numéro deux sur la liste de l'UCD en Guipuscoa.
Afin de pouvoir se présenter aux élections législatives anticipées du 28 octobre 1982 comme tête de liste d'une alliance entre l'UCD et l'Alliance populaire dans la circonscription électorale d'Alava, il est relevé de ses fonctions de « délégué général du gouvernement » le 31 juillet précédent, au profit de son neveu Jaime Mayor Oreja.

### Secrétaire du Conseil de l'Europe
Réélu au Congrès des députés, il siège à la commission de la Défense et à la commission des Affaires étrangères. Il appartient initialement au groupe centriste, mais le quitte le 1er septembre 1983 afin de rejoindre le groupe parlementaire populaire.
Le 19 décembre 1983, sa candidature est officiellement proposée pour le poste de secrétaire général du Conseil de l'Europe par le gouvernement du socialiste Felipe González, après avoir fait l'unanimité au sein de la délégation espagnole à l'Assemblée parlementaire du Conseil de l'Europe (APCE). Il démissionne de son mandat parlementaire le 5 janvier suivant. Lors du vote, pour lequel il est considéré comme le favori, il se trouve opposé au titulaire du poste, l'Autrichien Franz Karasek, et à l'ambassadeur norvégien Ole Algard. Il l'emporte au premier tour, par 85 voix sur 162 votants.

### Député européen
Lors de la fondation du nouveau Parti populaire (PP), en janvier 1989, il est choisi comme tête de liste pour les élections européennes du 15 juin suivant et nommé parmi les vice-présidents du PP. En conséquence, le 10 mai, la Française Catherine Lalumière est élue à sa succession au Conseil de l'Europe. Le jour du scrutin, la liste qu'il conduit ne totalise que 21,41 % des voix et obtient 15 députés européens, soit un retard de 18,16 points et 12 sièges sur la liste du Parti socialiste ouvrier espagnol (PSOE).
À l'ouverture de la législature, le 25 juillet, il devient vice-président du groupe du Parti populaire européen (PPE) et président de la commission institutionnelle. Il est relevé de sa vice-présidence de groupe le 19 novembre 1990, mais conserve sa présidence de commission lors du renouvellement de mi-mandat, le 15 janvier 1992.
Il renonce, en août 1989, à être candidat du PP à la présidence du gouvernement puis démissionne le 17 juillet 1990 de son poste de porte-parole du PP au Parlement européen et du comité exécutif du parti, se sentant marginalisé dans la détermination du projet de politique extérieure et éloigné du cercle des proches du nouveau président José María Aznar. Ayant bénéficié du soutien de personnalités comme Miguel Herrero ou Isabel Tocino, il revient cependant au comité exécutif au bout d'une semaine.

### Commissaire européen
Pour les élections législatives anticipées du 6 juin 1993, il est investi tête de liste dans la province d'Alava par le Parti populaire. Il est réélu au Congrès des députés, après neuf années d'absence, et démissionne du Parlement européen, le 28 juin. Il est désigné le 14 octobre président de la commission bicamérale pour les Communautés européennes.
Moins de deux semaines plus tard, à l'occasion d'une entrevue au palais de La Moncloa, le président du gouvernement Felipe González se met d'accord avec Aznar pour que Marcelino Oreja prenne la succession d'Abel Matutes – futur tête de liste du PP aux élections européennes de juin 1994 – à la Commission européenne. Il prend officiellement ses fonctions de commissaire européen aux Transports et à l'Énergie de la commission Delors III le 22 avril 1994.
Quelques mois plus tard, en octobre, Jacques Delors cède la présidence de la Commission à Jacques Santer, qui choisit de confier à Oreja le poste de commissaire européen aux Relations avec le Parlement, à la Culture et à l'Audiovisuel. Il entre en fonction le 23 janvier 1995.

### Retrait de la vie politique
Le 23 mai 1999, face à l'incertitude créée par la candidature aux élections européennes de la ministre de l'Agriculture Loyola de Palacio, il préfère annoncer la fin de sa vie administrative et politique, confirmant qu'il ne cherche pas être candidat lors de ce scrutin ou à se succéder au sein de l'exécutif européen.
Devenu acteur du secteur privé, il est anobli par Juan Carlos Ier le 8 avril 2010, avec le titre de marquis. Il entre notamment au conseil d’administration du groupe pétrolier Repsol.

## Distinctions
En 2017, il se voit décerner le Prix européen Charles-Quint.
- Créé marquis héréditaire d'Oreja par SM le roi Juan Carlos d'Espagne, le 8 avril 2010
- Grand-croix de l'ordre d'Alphonse X le Sage
- Grand-croix de l'ordre d'Isabelle la Catholique
- Grand-croix de l'ordre de Charles III d'Espagne